# Gnome-Rhône Mistral Major
Gnome-Rhône 14K Mistral Major je bil 14-valjni dvovrstni zračnohlajeni bencinski zvezdasti motor. Razvilo ga je francosko podjetje Gnome-Rhône. Prvi test so izvedli leta 1929. Motor so tudi licenčno proizvajali v Italiji, Sovjetski zvezi, Romuniji in drugih državah. Zgradili so več tisoč motorjev, ki so se uporabljali na številnih letalih.

## Različice
Kbr; Kbrs; Kdr; Kds; Kdrs; Kirs; Knrs; Kors
Licenčni motorji:
Manfred Weiss WM K.14
Piaggio P.XI
IAR 14K
Tumansky M-87
ИАМ K.14
Isotta-Fraschini K.14

## Letala
- Amiot 143
- Aero A.102
- Bloch MB.200
- Bloch MB.210
- Breguet 274
- Breguet 460
- Breguet 462
- Breguet 470
- Breguet 521
- Dornier Do 17K
- Farman F.222
- Loire 46 C1
- Makhonine Mak-101
- PZL P.24
- PZL P.43
- Potez 501
- Potez 506
- Potez 62
- Potez 651

### Letala z G-R 14K derivativi
- Aero A.102
- Breda Ba.65
- Breda Ba.88
- CANT Z.1007
- CANT Z.1011
- Caproni Ca.135
- Caproni Ca.161
- Heinkel He 70
- IAR 37
- IAR 80
- Ilyushin DB-3
- MÁVAG Héja
- Reggiane Re.2000
- Saab 17
- Savoia-Marchetti SM.79
- Savoia-Marchetti SM.84
- Sukhoi Su-2
- Weiss WM-21 Sólyom

## Specifikacije(Gnome-Rhône 14Kd)
- Tip: 14-valjni dvovrstni zračnohlajeni bencinski zvezdasti motor
- Premer valja: 146 mm (5,75 in)
- Hod bata: 165 mm (6,50 in)
- Delovna prostornina: 38,72 l (2363 cu in)
- Dolžina: 1317 mm (51,85 in)
- Premer: 1,288 mm (50,71 in)
- Teža: 503 kg (1109 lb)

- Polnilnik: mehansko gnani
- Vplinjač: Stromberg
- Gorivo: 87 oktansko
- Hlajenje: zračno
- Menjalni mehanizem:  0,5:1 ali 0,666·:1
- Moč:
  - Kdr - 600 kW (800 KM) na nivoju morja
  - Kdrs - 580 kW (780 KM) na 1500 m (4900 ft) pri 2400 obratih
  - Kdrs - 510 kW (680 KM) na 4000 m (13000 ft) pri 2400 obratih
  - Kds - 560 kW (750 KM) na 1500 m (4900 ft) pri 2300 obratih
  - Kds - 480 kW (650 KM) na 4000 m (13000 ft) pri 2300 obratih

- Specifična moč: Kdr 15,5 kW/l (0,34 KM/in³)
- Kompresijsko razmerje: 5,5:1
- Specifična poraba goriva: 328 g/(kW•h) (0,54 lb/(KM•h))
- Poraba olja: 20 g/(kW•h) (0,53 oz/(KM•h))
- Razmerje moč/teža: 1,52 kW/kg (0,92 KM/lb)